# Либеральный католицизм

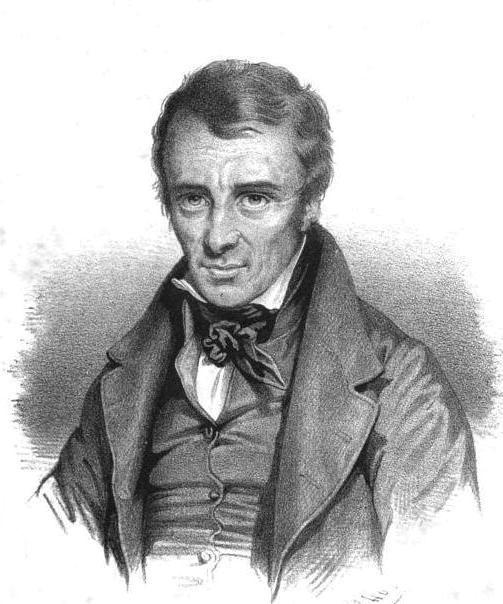
Французский философ и публицист аббат Фелисите Робер де Ламенне

Либеральный католицизм — течение в Римско-Католической церкви, сложившееся под влиянием классического либерализма и продвижения идей отделения церкви от государства, свободы вероисповедания, всеобщего избирательного права и всеобщего образования. Получил распространение в XIX и в первой половине XX века, особенно во Франции. Либеральный католицизм в значительной степени отождествляют с французскими политическими теоретиками, такими как Фелисите Робер де Ламенне, Анри Лакордер и Шарль де Монталамбер, отчасти под влиянием аналогичного современного движения в Бельгии.
Будучи преимущественно политическим по своей природе, либеральный католицизм как движение отличался от современного теологического движения модернизма. Это движение также отличается от позиции исторических и современных католиков, которых называют теологически прогрессивными или либеральными.
Элементы либерального католицизма неоднократно осуждались Святым Престолом, особенно в энцикликах Mirari vos Папы Григория XVI (1832), Quanta cura Папы Пия IX (1864) и догматической конституции Pastor aeternus Первого Ватиканского собора (1870).

## Значение
Либеральный католицизм был определён как «тенденция среди искренних католиков возвеличивать свободу как первостепенную ценность и извлекать из этого последствия в социальной, политической и религиозной жизни, стремясь примирить принципы, на которых была основана христианская Франция, с теми, которые были получены в ходе Французской революции». Эта фраза использовалась для описания направлений мысли и действий, возникших после поражения Наполеона и восстановления традиционных монархий.

## История

### Бельгия
В 1831 году Национальный конгресс Бельгии, избранный в ходе Бельгийской революции католиками и светскими либералами на основе взаимно признанных прав и свобод, провозгласил независимость Южных провинций от Объединённого королевства Нидерландов и принял конституцию, в которой были закреплены некоторые свободы, за которые выступал либеральный католицизм. Колонна Конгресса в Брюсселе, воздвигнутая в честь этого события, имеет в своём основании четыре бронзовые статуи, представляющие четыре основные свободы, закреплённые в конституции: свобода вероисповедания, свобода ассоциаций, свобода образования и свобода печати. Эти четыре свободы также отражены в названиях четырёх улиц, которые ведут к Площади Свободы в Брюсселе. Конституция приняла почти все предложения Ламенне об отделении церкви от государства, предоставлении католической церкви независимости в церковных назначениях и общественной деятельности и почти полном контроле за католическим образованием.
Историк Дж. П. Т. Бери предполагает, что Ламенне и его соратники черпали вдохновение в бельгийском либерально-католическом движении с центром в Мехелене, возглавляемом генеральным викарием мехеленскоq архиепархии Энгельбертом Стерксом. В основном католическая Бельгия отделилась от протестантских Нидерландов в 1830 году и установила конституционную монархию. Стеркс, ставший архиепископом в 1832 году, нашёл способ не только примириться с новой либеральной конституцией, но и расширять возможности церкви в соответствии с новыми гарантированными свободами.
На католическом конгрессе в Мехелене в 1863 году Монталамбер выступил с двумя длинными обращениями о католическом либерализме, в том числе «Свободная церковь в свободном государстве».

### Франция
Зачинателем либерального католицизма во Франции стал философ и публицист аббат Фелисите Робер де Ламенне при поддержке Жана-Батиста Анри Лакордера, Шарля Форбса Рене де Монталамбера и Филиппа Жербе, епископа Перпиньяна, в то время как параллельное движение возникло в Бельгии во главе с архиепископом Мехелена и его генеральным викарием.
Ламенне основал газету L'Ami de l'Ordre (предшественник сегодняшнего L'Avenir), первый номер которой вышел 16 октября 1830 года под девизом «Бог и свобода». Газета была агрессивно-демократической, требовала прав местной администрации, расширенного избирательного права, отделения церкви от государства, всеобщей свободы совести, свободы образования, собраний и печати. Стили поклонения должны были подвергаться критике, улучшаться или отменяться в абсолютном подчинении духовной, а не мирской власти.
7 декабря 1830 года редакция L'Ami de l'Ordre сформулировала свои требования следующим образом:
Мы, во-первых, просим свободы совести или свободы полной универсальной религии без различия и без привилегий; и, следовательно, в том, что касается нас, католиков, полного отделения церкви от государства … это необходимое разделение, без которого у католиков не было бы никакой религиозной свободы, подразумевает отчасти подавление церковного бюджета, и мы полностью признали это; с другой стороны, абсолютная независимость духовенства в духовном чине… Как сегодня в политике не может быть ничего религиозного, так и в религии не должно быть ничего политического. Мы требуем, во-вторых, свободы образования, потому что это естественное право и, таким образом, первая свобода семьи; потому что без него не существует ни религиозной свободы, ни свободы слова.
С помощью Монталамбера Ламенне основал Agence générale pour la Défense de la liberte religieuse, которое превратилось в широкомасштабную организацию с агентами по всей Франции, следившими за нарушениями свободы вероисповедания. В результате карьера журнала была бурной, а его тиражу противостояли консервативные епископы. В ответ Ламенне, Монталамбер и Лакордер приостановили свою работу и в ноябре 1831 года отправились в Рим, чтобы получить одобрение папы Григория XVI. Архиепископ Парижский Келан предупредил Ламмене, что он нереалистичен и считается демагогом, выступающим за революцию. Поскольку Келан был галликанцем, Ламенне проигнорировал его.
Несмотря на давление со стороны французского правительства и французской иерархии, Папа Григорий XVI предпочел бы не поднимать этот вопрос официально. После сильного противодействия Ламенне, Монталамбер и Лакордер всё же получили аудиенцию 15 марта 1832 года только при условии, что их политические взгляды не будут упоминаться. Встреча была, по-видимому, сердечной и непримечательной. Князь Меттерних, чьи австрийские войска обеспечивали стабильность Папской области, настаивал на осуждении. Советники Папы были убеждены, что если он ничего не скажет, это будет означать, что он не одобряет мнения Ламенне. В августе следующего года была выпущена энциклика Mirari vos, в которой взгляды Ламенне были подвергнуты критике без упоминания его имени.
После этого Ламенне и два его соратника заявили, что из уважения к папе не будут возобновлять публикацию L'Avenir, а также распустили Agence générale. Вскоре Ламенне дистанцировался от католической церкви, что нанесло удар по авторитету либерально-католического движения, а Монталамбер и Лакордер смягчили свой тон, но по-прежнему выступали за свободу религиозного образования и свободу объединений.
Монталамбер и Лакордер переписывались с богословом Игнацем фон Дёллингером по поводу своих взглядов на примирение Римско-католической церкви с принципами современного общества (либерализм); эти взгляды вызвали большое подозрение в ультрамонтанских, в основном иезуитских, кругах. В 1832 году Ламенне и его друзья Лакордер и Монталамбер посетили Германию, вызвав значительное сочувствие в своих попытках добиться изменения отношения римско-католической церкви к современным проблемам и либеральным политическим принципам.

### Италия
Либеральное католическое движение оказало неизгладимое влияние на политическую ситуацию в Италии XIX века, положив конец ассоциации идеала национальной независимости с идеалом антиклерикальной революции.